# غول‌شترمرغ جزیره شمالی
غول‌شترمرغ جزیره شمالی، Dinornis novaezealandiae یا D. novaezealandiae، یکی از دو موآ منقرض‌شده در سرده Dinornis است.
این یک پرنده بی‌تیغه و عضوی از راسته Dinornithiformes بود که پرندگان بی‌پرواز با جناغ اما بدون تیغه بودند. آنها همچنین استخوان کامی مشخصی داشتند.

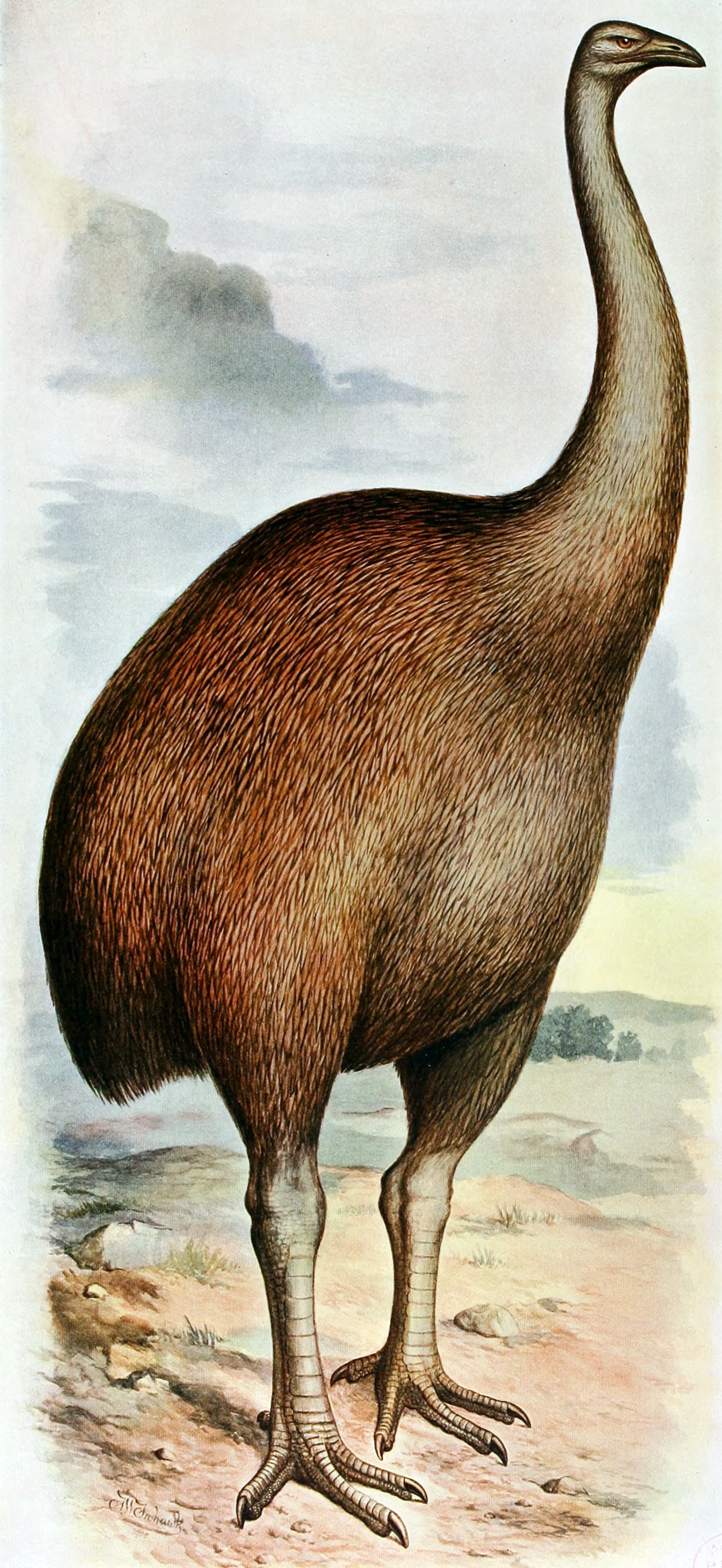
بازسازی توسط Frohawk

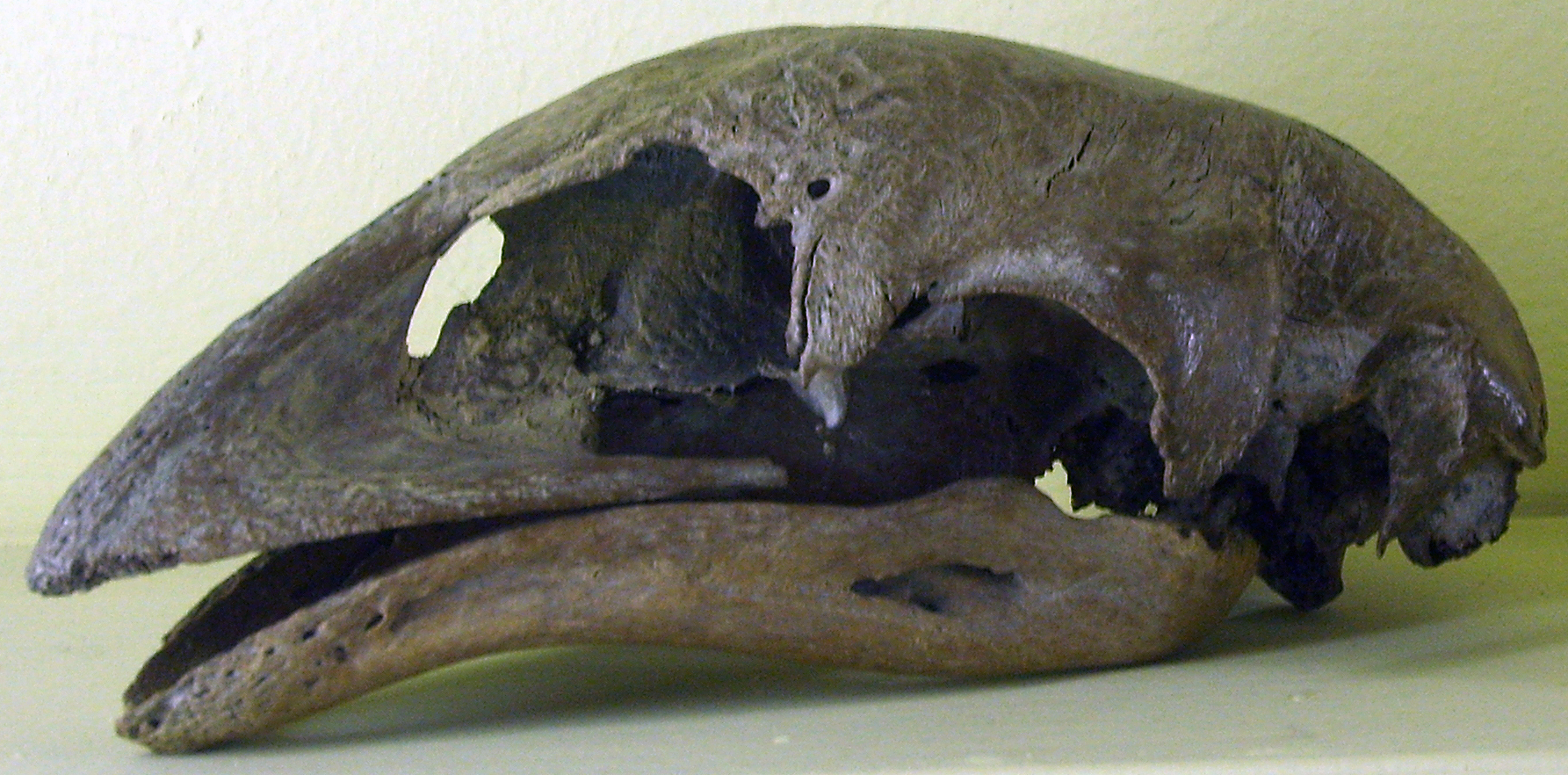
جمجمه در موزه تاریخ طبیعی برلین